# Juan Camelino
Juan Dámaso Camelino (San Pedro, provincia de Buenos Aires, diciembre de 1799 - Buenos Aires, junio de 1859) fue un militar argentino que combatió en las guerras civiles del lado de los unitarios.

## Biografía
Era hijo de un abogado de Buenos Aires, funcionario de la Real Audiencia. Estudió en Buenos Aires, y más tarde fue recluido en un seminario, junto con su hermano Mariano Camelino. Egresó en 1825 pero nunca profesó, de modo que se mantuvo seglar. Se casó y tuvo familia en San Pedro.
En diciembre de 1829, en los días siguientes a la batalla de Navarro, se incorporó al ejército de Juan Lavalle. Con él hizo toda la campaña contra los federales, y combatió en la batalla de Puente de Márquez. Permaneció en Buenos Aires hasta la caída de los unitarios.
Cuando Lavalle pasó al Uruguay, él lo acompañó, y fundó una estancia junto al río Queguay, cerca de Paysandú y del río Uruguay. Lo acompañó en sus dos invasiones a la provincia de Entre Ríos, en 1830 y 1831. Pasó los años siguientes dedicado a la ganadería.
Cuando, a fines de 1837, Fructuoso Rivera invadió por segunda vez el Uruguay, se negó a llevar la identificación del partido del presidente legal, Manuel Oribe, y fue arrestado en Montevideo. Se fugó de la ciudad después de la derrota y antes de la renuncia de Oribe.
Se incorporó a las fuerzas de Lavalle con las que éste invadió Entre Ríos en 1839, y participó en la batalla de Yeruá. A principios de 1840 formó parte del ejército que, al mando de Mariano Vera y Francisco Reinafé, invadió la provincia de Santa Fe; luchó en la batalla de Cayastá, pero – a diferencia de sus dos jefes, que murieron en combate – logró volver al ejército de Lavalle. Combatió en Sauce Grande y batalla de Don Cristóbal (1840).
Cuando Lavalle se retiró con la flota francesa por el río Paraná, envió a Juan y Mariano Camelino, junto al coronel Pedro Lacasa al norte de la provincia de Buenos Aires, donde reunieron las caballadas de los estancieros opositores Castex, Lynch y San Martín. Poco después, Lavalle y su ejército desembarcaron alguna leguas aguas abajo de San Pedro, con lo cual tardó mucho en reunirse con los caballos reunidos por sus aliados. Cuando finalmente lograron hacerlo, los caballos fueron dispersados por un ataque del general Ángel Pacheco. Todo esto retrasó el avance de Lavalle hacia Buenos Aires, permitiendo a Rosas y Pacheco reorganizar su ejército.
Cuando Lavalle pudo finalmente avanzar hacia Buenos Aires, Camelino quedó al mando del puerto de San Pedro, encargado de proteger a los opositores allí refugiados y de mantener el contacto con la flota francesa. Con sólo 200 hombres, pero muy bien armado, logró repeler tres ataques del gobernador santafesino Juan Pablo López. Pero los franceses, que ya habían empezado a negociar con Rosas, fueron abandonando las comunicaciones con San Pedro. Fue también Camelino el que convenció a los civiles que estaban con él de que debían huir con Lavalle para salvar sus vidas de la venganza de Rosas. Ni siquiera intentó embarcar estas familias hacia Montevideo. Con el lastre de 60 carretas con civiles, el avance de Lavalle fue desastrosamente lento y permitió a sus enemigos reorganizarse.
Acompañó a Lavalle en su campaña sobre Santa Fe y participó en la batalla de Quebracho Herrado, donde la mayor parte de los civiles que acompañaban al ejército unitario fueron capturados, y algunos de ellos ejecutados.
Participó también en las campañas de La Rioja y Tucumán, y combatió en la batalla de Famaillá.
Después de la derrota de Lavalle acompañó a los soldados correntinos que, guiados por el coronel José Manuel Salas, cruzaron el Chaco hacia la provincia de Corrientes. Su hermano Mariano publicaría años más tarde el diario de esta expedición.
A órdenes del general Paz combatió en la batalla de Caaguazú y participó en la campaña de Entre Ríos. Luchó en la batalla de Arroyo Grande (1842) y se exilió en el Brasil.
Volvió a Corrientes con Joaquín Madariaga, y a órdenes de Juan Madariaga combatió en la batalla de Laguna Brava, victoria que permitió a los unitarios recuperar el control de la provincia. Formó parte del consejo de guerra a Juan Pablo López – ahora unido a los unitarios – por su desastrosa campaña a Santa Fe. Participó en la campaña defensiva del general Paz en 1846 y en la batalla de Vences al año siguiente. Tras la derrota definitiva, huyó nuevamente a Brasil.
Regresó a Corrientes en la época de la campaña de Justo José de Urquiza y Benjamín Virasoro contra Rosas, pero no pudo participar en ella por estar enfermo.
Regresó a Buenos Aires después de mediados de 1853, y falleció en esa ciudad en junio de 1859.